# ГЕС Крічим
ГЕС Крічим — гідроелектростанція в Болгарії у Південно-центральному регіоні. Входить до складу каскаду на річці Вача (права притока Мариці), у якому становить останню велику електростанцію нижче від ГАЕС Орфей.
У межах проєкту Вачу перекрили бетонною гравітаційною греблею висотою 104,5 м та довжиною 270 м. Вона утворила водосховище площею 0,8 км2 з об'ємом 20,2 млн м3. Вироблення електроенергії можливе при коливанні рівня водосховища між позначками 392 і 412 метрів над рівнем моря.
Для збільшення напору до 172 метрів машинний зал ГЕС спорудили за 4 км нижче за течією від греблі Крічим. Він обладнаний двома турбінами типу Френсіс загальною потужністю 80 МВт, які повинні забезпечувати середньорічне виробництво на рівні 256 млн кВт·год.